# Погані думки
Погані думки (італ. Cattivi pensieri) — італійська еротична комедія 1976 року, режисера Уго Тоньяцці, який разом з акторкою Едвіж Фенек грали головні ролі.

## Сюжет
Успішний адвокат із Мілана Маріо Марані (Уго Тоньяцці) одержимий ревнощами. Марані безперервно відвідують погані думки та видіння про ймовірні зради його красуні дружини Франчески (Едвіж Фенек). Щоразу, коли він бачить дружину в товаристві приємного чоловіка, Маріо прокручує в голові сценарій зради, починає сцену ревнощів, видаючи фантазію за дійсність, тимчасом як справжній коханець перебуває поза підозрами.

## У ролях
- Едвіж Фенек — Франческа Марані
- Уго Тоньяцці — Маріо Марані
- Паоло Боначеллі — Антоніо Марані
- П'єро Маццарелла — консьєрж
- Янті Сомер — Паола
- Массімо Серато — Карло Бокконі
- Мара Веньє — сіньйора Бокконі
- Верушка фон Лендорфф — коханка Маріо Марані
- Мірча Карвен — Лоренцо Маккі
- П'єтро Брамбілла — Дуччо
- Люк Меренда — Жан-Люк Ретрозі
- Лаура Бонапарте — сіньйора Ретрозі
- Ораціо Орландо — адвокат Бордеро
- Еджидіо Касоларі — епізод
- Франко Одоарді — епізод
- Анджело Пеллегріно — епізод
- Маріо Бернарді — епізод
- Анна Марія Контіні — епізод
- Джино Урас — епізод
- Джузеппе Сантабуоно — епізод
- Августо Мадзотті — епізод
- Лібера Мартінеллі — епізод
- Вінченцо Ламбарелла — епізод
- Гвідо Нікелі — гість
- Рікі Тоньяцці — Джино
- Лучано Дзануссі — чоловік в автомобілі
- Джузеппе Віола — комісар поліції
- Кармен Руссо — гостя

## Знімальна група
- Режисер — Уго Тоньяцці
- Сценаристи — Енцо Янначчі, Уго Тоньяцці, Антоніо Леонвіола, Джузеппе Віола
- Оператор — Альфіо Контіні
- Композитор — Армандо Тровайолі
- Продюсери — Едмондо Аматі, Мауріціо Аматі